# كنج عثمان

مرقد كنج عثمان في مقبرة الشهداء الأتراك في الباب المعظم ببغداد

كنج عثمان المتوفي سنة (1040ه‍/1630م) عسكري عثماني، وهو ليس السلطان عثمان الثاني الذي كان يسمى كنج عثمان أيضاً والذي قتل سنة 1622م.

## نبذة عن سيرته
كنج عثمان (بالتركية Genç Osman) وتعني: الشاب عثمان. وقد دارت حول شجاعة هذا الشاب وموته قصص وروايات واساطير مختلفة أيام الحروب التي دارت بين العثمانيين والإيرانيين. فهو كان شاباً مندفعاً، وجندياً شجاعاً في الجيش العثماني، ترأس جيشاً زمن الدولة العثمانية، وقد جاء إلى العراق وقد قُتل قبل مجيء السلطان مراد الرابع لفتح بغداد ولكن نقل جثمانه إلى بغداد بعد الفتح ودفن قرب السراي. وقد وصف بالبطولة والشجاعة، وهو من أتباع أبازة باشا المشهورين فجعل على جيش تولى رئاسته. وأرسل لفتح الأنحاء العربية. وقد لاقى القزلباش وهم الصفويين المتشيعة من اتباع الصفويين، والذين كانوا جنوداً في خدمة الصفويين فدمرهم بسيفه، وفتح قصبة كربلاء، وذهب إلى النجف وكانت بلدة معمورة فاستولى عليها، ثم اكتسح الحلة وضبط الرماحية ومنها عاد وحط ركابه في كربلاء. وكان يهتم غاية الاهتمام بالبلدان والبقاع التي يستولي عليها وقد راعى حسن إدارتها. وله وقفات في معارك الحلة مع خسرو باشا الذي حاول فتح بغداد فلم يتيسر له الفتح. ثم حاصر الشاه الحلة فلم يصمد مع جيشه الا اياماً، فمضى خليل باشا إلى السردار، وتمكن من العودة بمن معه. ومن ثم طوي خبر (گنج عثمان) ولم يعرف عنه شيء. ولكن صاحب السجل العثماني ذكر ان كنج عثمان كانت له خدمات جليلة في حروب بغداد وكان شجاعاً غيوراً، وانه توفي شهيداً سنة 1040 ه‍. وهذا البطل كما يظهر نقل نعشه إلى بغداد ودفن فيها وعملت له سقاية قرب السراي تسمى سقاية كنج عثمان كعمل خيري، ويعرف بقبر (گنج عثمان) واتخذ مزاراً. صار يسكنه الدراويش لتعليم الصغار من أبناء المسلمين القرآن. وان الكتاب قد اضطربوا في أمره، ومن الكتاب الذين توسعوا في سيرته الاستاذ عبد الحميد عبادة صاحب كتاب العقد اللامع بآثار بغداد والمساجد والجوامع الذي عده من المتوفين أثناء فتح السلطان مراد الرابع، 
فيقول عبد الحميد عبادة: انه من الرجال الذين استشهدوا في واقعة بغداد من قبل السلطان مراد خان.(يستدرك المؤرخ عباس العزاوي بقوله: هذا غير صحيح لما لدينا من نصوص).

## المرقد
كان قد بني على مرقده قبة معقودة بالحجارة والجص، وبجنبه إيوان للصلاة.وفي سنة (1133ه‍) جدد بناءه الوالي حسن باشا وكتب على شباك مرقده المطل على الطريق بالحجر الكاشاني مانصه: ألا أن أولياء الله لا خوف عليهم ولاهم يحزنون. رئيس الشهداء گنج عثمان. قد عمر هذا المكان صاحب الخيرات حسن باشا سنة 1133ه‍.
ويضيف عبد الحميد عبادة:
في المحرم 1324ه‍، شبت النار ليلاً من أحد الدكاكين المجاورة لهذا المرقد وكان يشغله صالح البقال، فاحترق الدكان واحترقت معه عشرة دكاكين وقهوة، خمسة منها لدائرة البلدية، وخمسة لدائرة الأوقاف، ومات المرقوم صالح بسبب ذلك الحريق، واحترق بعض هذا المسجد فأمرت دائرة الأوقاف بتعميره وذلك سنة 1326 ه‍. ولما تولى خليل باشا بغداد سنة 1333 ه‍، أمر بهدم رباط الجندرمة والمسجد المذكور وازال بناءهما وبقي القبر فقط. وفي يوم الخميس 20 ربيع الأول سنة 1336ه‍، وبعد إستحصال الفتوى من العلماء نقلت بقايا جثمانه إلى مقبرة الشهداء، خارج سور مدينة بغداد، وقد قال الموظف المسؤول على نقله انه وجد في القبر عظاماً بالية وضعها في كيس ودفنها في المقبرة المذكورة. وعلق الاستاذ عبد الحميد عبادة أنه بعد التحقيق من المأمور قال لي: جئنا قبره ليلاً مع أحد البنائين، وقد بنوا القبر داخلاً، وأعتنوا بتحكيم بنائه وإبقائه في محله، ورفع الشباك الذي كان فوقه ووضعه على قبر في مقبرة الشهداء، وحلف بالله ان گنج عثمان في محله لم ننقل من جثمانه شيئاً.

## ازالة القبر
أما ما جاءت به مجلة لغة العرب فملخصه:
ان كنج عثمان كان حاملاً لواء عند دخول السلطان مراد بغداد متقدماً أمامه، وانه قطعت يداه وبقي العلم يمشي أمامه، بلا حامل يحمله، حتى رآه أحد الناس فدهش به وعند ذلك هوت الراية إلى الأرض وقتل كنج عثمان إلى آخر ما جاء مما لا يوزن بميزان الصحة، فجاء هذا النقل موافقاً لما جاء به عبد الحميد عبادة. ولم يكن هذان القولان صحيحين وانما نقلاً من الأفواه.
وجاء في لغة العرب أيضاً: ان السقاية أمر الأتراك بهدمها سنة 1915م، لتوسيع الطريق لتصلح ان تكون جادة.وابقوا القبر وحوطوه. وفي الاحتلال البريطاني للعراق، أُزيل القبر وسويَّ، ودخل ضمن قارعة الطريق عام 1917م.
وقد تبين من النصوص الموجودة انه توفي قبل مجيء السلطان مراد الرابع بسنين، وقد اتخذ في هذا الموضع (كُتَّاب) لتعليم القرآن يدرس فيه شيخ، ويقول العزاوي: وقد شاهدته.